# Nhà hát lớn Hàm Hưng

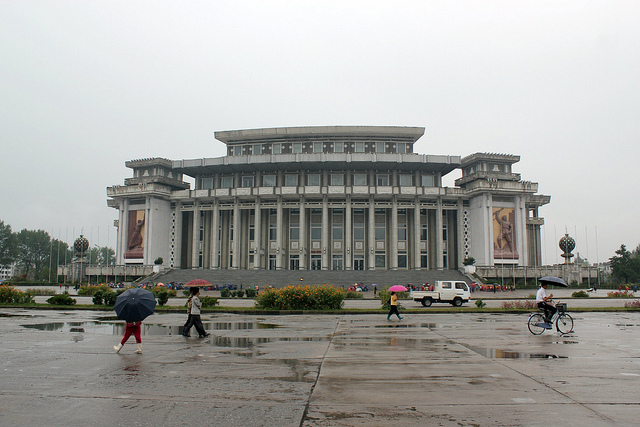
Nhà hát lớn Hàm Hưng

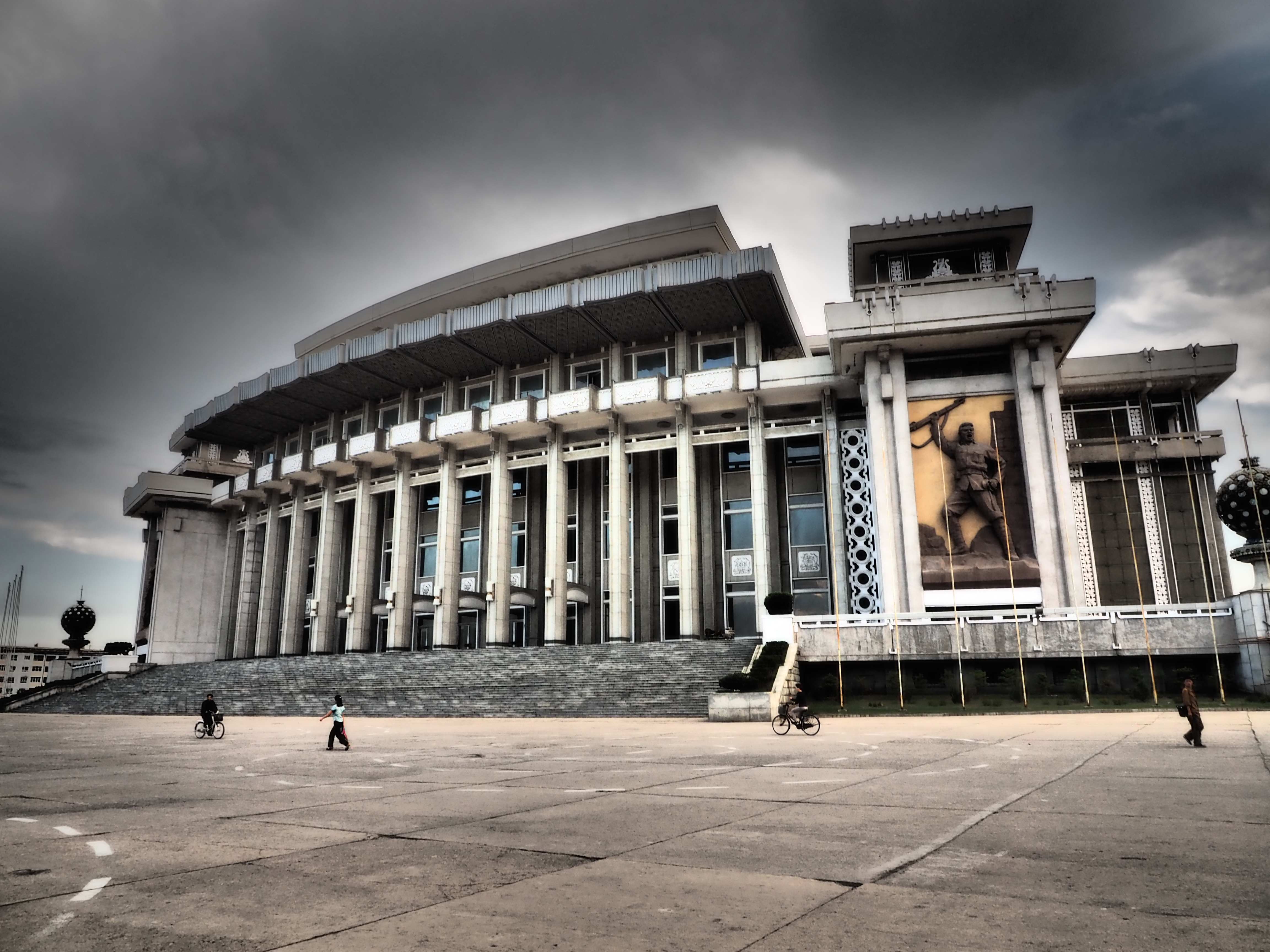
Nhà hát lớn Hàm Hưng

Nhà hát lớn Hàm Hưng (함흥 대극장, 咸興 大 劇場) là một nhà hát nằm ở thành phố Hàm Hưng, Bắc Triều Tiên. Đây là nhà hát lớn nhất trong cả nước.
Toà nhà được sử dụng cho các tác phẩm sân khấu trực tiếp lớn của đoàn opera cách mạng. Tiền sảnh bên trong có bức tranh tường lớn về nhà lãnh đạo đương nhiệm Kim Jong-un và cha ông Kim Jong-Il.
Nhà hát được khởi công xây dựng vào năm 1984.